# Albert Wohlwend
Albert Wohlwend (6 novembre 1979) è un ex calciatore liechtensteinese, di ruolo centrocampista.

## Carriera

### Nazionale
Ha collezionato 7 presenze con la propria Nazionale.